# Classe Suffren (incrociatore)
La classe Suffren era costituita da quattro incrociatori pesanti sviluppati per la Marina francese nella seconda metà degli anni 1920. L'armamento principale era costituito da cannoni da 203 mm. Erano equivalenti all'italiana classe Zara, di alcuni anni successiva e di cui riprendeva le forme del profilo, l'organizzazione e la consistenza dell'armamento, seppur con velocità e corazzatura inferiore. La classe prende il nome da Pierre André de Suffren de Saint Tropez, ammiraglio francese.

## Unità
- Suffren - varato il 3 maggio 1927, catturato dai britannici il 22 giugno 1940. Di nuovo in servizio con la marina della Francia libera dal 30 maggio 1943. Radiato il 1º ottobre 1947, smantellato nel 1974.
- Colbert - varato il 20 aprile 1928, autoaffondato presso Tolone il 27 novembre 1942
- Foch - varato il 24 aprile 1929, autoaffondato presso Tolone il 27 novembre 1942
- Dupleix - varato il 9 ottobre 1930, autoaffondato presso Tolone il 27 novembre 1942